# 김종천 (1968년)
김종천(金鍾川, 1968년 7월 22일 ~ )은 대한민국 대전광역시의회 의원이다.

## 학력
- 1975 ~ 1981 추부국민학교 졸업
- 1981 ~ 1984 추부중학교 졸업
- 1984 ~ 1987 충남기계공업고등학교 전기과 졸업
- 1987 ~ 1990 중경공업전문대학 전자과 졸업
- 2010 ~ 2012 한밭대학교 산업경영공학 학사
- 충남대학교 대학원 국제지역교류학 석사
- 배재대학교 대학원 정치행정학 박사과정 재학

## 경력
- 2003.01 ~ 2010.05 : 주식회사 원스텝엔터테인먼트 대표이사
- 2010.07 ~ 2014.06 : 제6대 대전광역시의회 의원
  - 2012.07 ~ 2014.06 : 제6대 대전광역시의회 후반기 복지환경위원회 위원장
- 2014.07 ~ 2018.06 : 제7대 대전광역시의회 의원
  - 2014.07 ~ 2016.06 : 제7대 대전광역시의회 전반기 산업건설위원회 위원장
  - 2016.07 ~ 2018.06 : 제7대 대전광역시의회 후반기 운영위원회 위원장
- 2018.07 ~ 2022.06 : 제8대 대전광역시의회 의원
  - 2018.07 ~ 2020.06 : 제8대 대전광역시의회 전반기 의장

## 논란

### 뇌물수수, 업무방해
2018년 시의회 의장 재직 시절 프로축구팀 대전 시티즌 고종수 감독에게 지인 A씨의 아들을 선수로 선발할 것을 요구하고(업무방해), 지인 A씨로부터 약 7만 원 상당의 양주, 시계, 식사 대접을 받은(뇌물수수) 혐의로 기소되었다. 2020년 12월 11일 대전지법에서 열린 1심에서 뇌물수수 혐의에 대해 징역 4월, 집행유예 2년, 벌금 30만 원, 추징금 28,571원을, 업무방해 혐의에 대해 징역 1년, 집행유예 2년을 선고받았다. 2021년 8월 27일 대전고법에서 열린 2심에서 뇌물수수 혐의에 대해 징역 4월, 집행유예 2년, 벌금 30만 원, 추징금 118,571원을, 업무방해 혐의에 대해 징역 1년, 집행유예 2년을 선고받았다. 2022년 6월 30일 대법원에서 원심이 확정되어 의원직을 상실하였다.

## 역대 선거 결과
|  | 38.35% |

|  | 56.79% |

|  | 60.53% |